# Peternbach
Der Peternbach ist ein Bach in der Gemeinde Klaffer am Hochficht in Oberösterreich. Er ist ein Zufluss des Maurerbachs.

## Geographie
Der Bach entspringt am Südhang des Zwieselbergs auf einer Höhe von 945 m ü. A. Er weist eine Länge von 3,29 km auf. Er fließt grob Richtung Süden und mündet auf einer Höhe von 592 m ü. A. linksseitig in den Maurerbach. In seinem 2,96 km² großen Einzugsgebiet liegen Teile der Siedlungen Panidorf, Schönberg und Vorderanger.
Zwei Langlaufloipen, die 9 km lange mittelschwere Panoramaloipe Klaffer und die 6,3 km lange schwierige Verbindungsloipe Schwarzenberg – Klaffer, queren den Bach kurz vor seiner Mündung.

## Umwelt
Entlang des Peternbachs entwickelten sich lineare Weichholzauen. Nördlich von Schönberg fließt der Bach durch eine kleine, aber artenreiche Magerwiese. Im Mündungsbereich erstreckt sich ein 2,6 Hektar großer Magerwiesenkomplex. In dessen feuchten Teilen wachsen zahlreiche Wald-Simsen (Scirpus sylvaticus).
Der Peternbach ist Teil der 22.302 Hektar großen Important Bird Area Böhmerwald und Mühltal. Abgesehen von Abschnitten, in denen er durch bebautes Gebiet fließt, gehört er zum 9.350 Hektar großen Europaschutzgebiet Böhmerwald-Mühltäler. In seinem unteren Teil quert er das rund 21 Hektar große Naturschutzgebiet Stadlau.